# Kappnaht

Querschnitt der beiden Herstellungsschritte einer Kappnaht

Die Kappnaht bezeichnet eine Schließnaht, bei der die Nahtzugaben gegenläufig umgeschlagen werden, sodass am Ende beide Schnittkanten innerhalb der Naht eingeschlossen werden. Dadurch wird die Naht zugleich versäubert und die Stoffkanten können nicht mehr ausfransen. Durch die zweifache Steppung ist diese Naht auch sehr strapazierfähig.

## Herstellung
In der industriellen Fertigung wird die Kappnaht  mit einer Zweinadel-Nähmaschine in einem Schritt hergestellt, wobei ein Stoffführungsapparat das gegenseitige Umbiegen der Stoffkanten übernimmt. Bei dieser Fertigungsart sind auf beiden Seiten der Naht zwei Stepplinien zu sehen.
Auf einer Einnadel-Nähmaschine erfolgt die Herstellung einer Kappnaht in zwei Schritten. Zuerst werden die Stoffteile aufeinandersteppt, wobei die untere Nahtzugabe doppelt so breit ist wie die obere. Nach dem Ausbügeln der Naht wird im zweiten Schritt die breite Nahtzugabe über die schmale gebogen und die dabei entstandene Bugkante auf den Stoff gesteppt. Wie im Bild zu erkennen, kann alternativ die breite Nahtzugabe  schon im ersten Schritt umgebogen werden. Bei dieser Fertigungsart ist auf der einen Seite des Stoffes eine doppelte Stepplinie sichtbar, auf der anderen Seite jedoch nur eine.
Da der zweite Stich von außen nach innen erfolgt, ist bei langen röhrenförmigen Teilen, wie Hosenbeinen oder Ärmeln eine Nähmaschine mit verlängertem Arm und schmalem Bett, auf das die Stoffröhre in kompletter Länge aufgeschoben werden kann, notwendig.

## Einsatz
Bei korrekter Ausführung ist diese Naht waschmaschinen- und reißfest, weshalb ihr Einsatzgebiet vor allem Arbeitskleidung wie Jeansbekleidung und Wäsche ist. So sind zum Beispiel die Innenbeinnähte von Jeans-Hosen und die Seiten- und Ärmelnähte von Herrenhemden als Kappnähte ausgeführt.